# NGC 3794
NGC 3794 (другие обозначения — NGC 3804, IRAS11381+5628, UGC 6640, ZWG 268.70, MCG 9-19-153, ZWG 292.19, PGC 36238) — спиральная галактика с перемычкой (SBc) в созвездии Большой Медведицы. Открыта Уильямом Гершелем в 1789 году.
Этот объект занесён в Новый общий каталог дважды, с обозначениями NGC 3794 и NGC 3804. Гершель наблюдал галактику в 1789 и в 1790 и не заметил, что это был один и тот же объект.
Галактика удалена на 19,2 мегапарсек. Относится к галактикам низкой поверхностной яркости в инфракрасном диапазоне. Чаще всего такие галактики небольшого размера, однако NGC 3794 достаточно крупная. Наблюдения на космическом рентгеновском телескопе Chandra не обнаружили рентгеновских источников в галактике, хотя ожидалось увидеть в среднем 1,3 таких объекта. Фотометрические наблюдения и кинематические хорошо согласуются в оценке величины наклона диска галактики и позиционного угла его видимой большой оси. 
Галактика NGC 3794 входит в состав группы галактик NGC 3898. Помимо NGC 3794 в группу также входят ещё 9 галактик.